# 非洲冕豪豬
非洲冕豪豬（Hystrix cristata）是一種豪豬。牠們主要分佈在義大利、西西里島、北非及撒哈拉以南非洲。

## 特徵

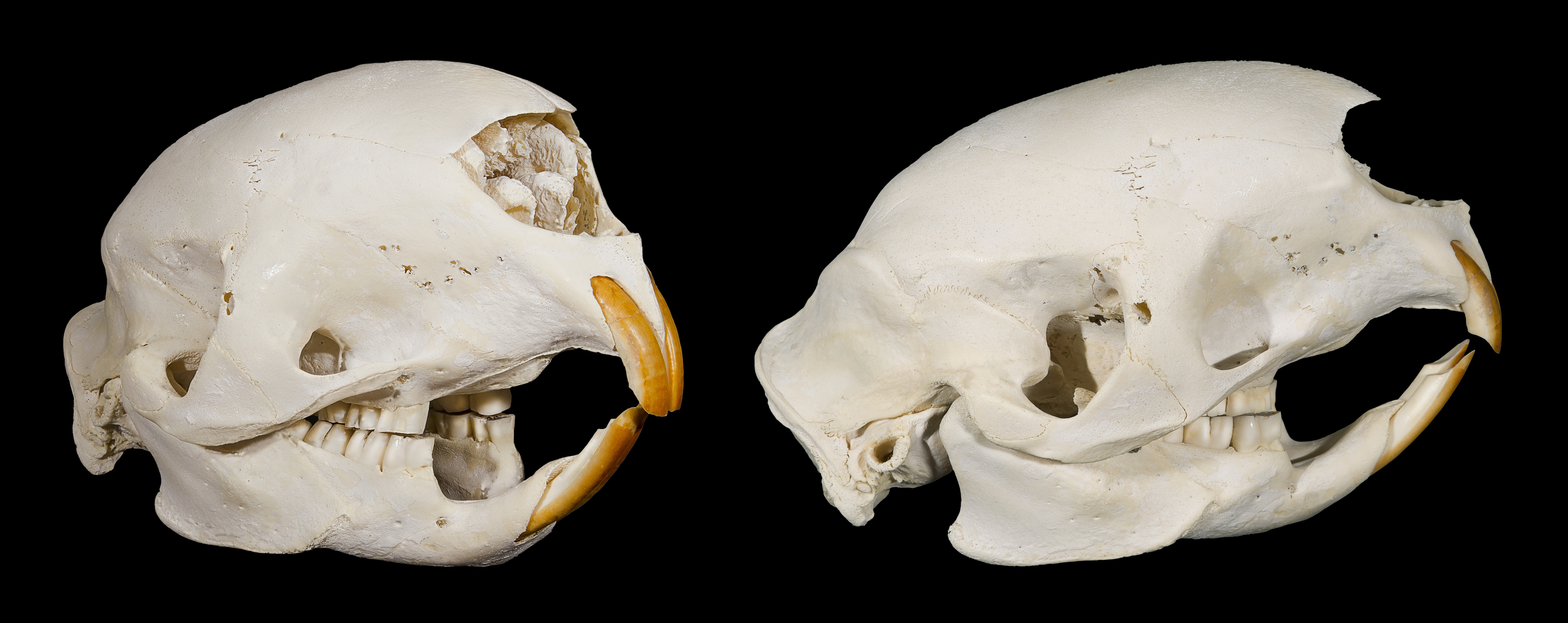
Hystrix cristata - 头骨

非洲冕豪豬約長60-90厘米。差不多整個身體都由鬃毛所覆蓋，顏色呈深褐色或黑色。牠們頭部、頸部及背部的翎毛可以豎起像冠冕一樣。兩側及身體的後背有一些約長35厘米堅硬的翎毛，呈深淺色間，是用來保護自己的。牠們的尾巴較短，末端的毛可以發聲。這些毛的末端較闊，且是空心的，震動時可以發出嘶嘶聲。
非洲冕豪豬的前腳有四趾，趾上有爪，拇趾退化，後腳則有五趾。腳掌沒有毛及有墊，呈蹲行的姿勢。牠們的耳朵及眼睛都很細小，頭上有長的感覺毛。其頭顱骨的眶下孔很大，可以讓咀嚼肌伸延至吻的正面。另外，下顎的角突是折曲的，鼻腔很大，有很大地方與咀嚼肌連接。鎖骨很少，只有1隻門齒、1隻前臼齒及3隻臼齒。

## 食物及消化
非洲冕豪豬主要是草食性的，吃樹根、芽、農作物等。牠們有時也會吃昆蟲、細小的脊椎動物及腐屍。為了吸收鈣及磨利牙齒，牠們經常會咬骨頭。牠們為了覓食會行走一段很長的距離。牠們的齒冠很高，可以磨爛植物，並由胃部消化，纖維則在較大的闌尾及大腸被分解。

## 繁殖
有關非洲冕豪豬繁殖的資料都是從圈養的得來。雌豬每年會產一胎，每胎約有1或2隻幼豬。妊娠期為66日。幼豬出生時重約1公斤，約母豬的3%。出生後一星期幼豬就可以離開巢穴，其刺於此時開始變硬。大約1-2年的時間，幼豬就達至性成熟。

## 行為
非洲冕豪豬是有領域的。牠們很少攀樹，但能夠游泳。牠們是夜間活動的，且是一夫一妻制的。牠們會長時間照顧幼豬，一群通常只有一對父母及幼豬。若受到騷擾，牠們會豎起刺來，讓敵人覺得牠們很大。若繼續受到騷擾，牠們踩到對方的腳上，用刺刺牠。這種攻擊曾殺死獅子、豹、鬣狗及人類。

## 分佈地
非洲冕豪豬分佈在義大利、北非及撒哈拉以南非洲。在地中海，牠們主要分佈在義大利大陸、西西里島、摩洛哥、阿爾及利亞、突尼西亞、利比里亞及沿埃及海岸。牠們曾在海拔2550米的安蒂阿特拉斯山出沒。一直以來就相信牠們是由羅馬帝國引入義大利的，但根據化石及亞化石紀錄，牠們可能於更新世末就已經存在於歐洲。

## 外部連結
- McPhee, M. 2003. Hystrix cristata （页面存档备份，存于） (On-line), Animal Diversity Web.
- 非洲冕豪豬的图片 （页面存档备份，存于）